# 卡萨戈布里安扎
卡萨戈布里安扎（義大利語：Cassago Brianza），是意大利莱科省的一个市镇。总面积3平方公里，人口4374人，人口密度1458.0人/平方公里（2009年）。国家统计（ISTAT）代码为097017。
卡萨戈布里安扎与巴尔扎诺、布尔恰戈、克雷梅拉、蒙蒂切洛布里安扎、尼比翁诺、雷纳泰及韦杜焦和科尔扎诺接壤。